# Ludwig Dill

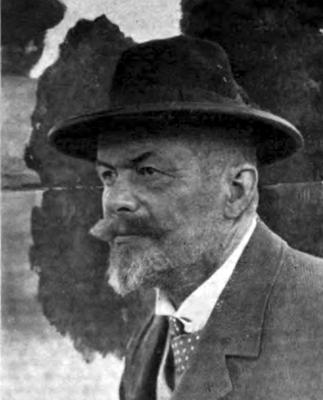
Ludwig Dill

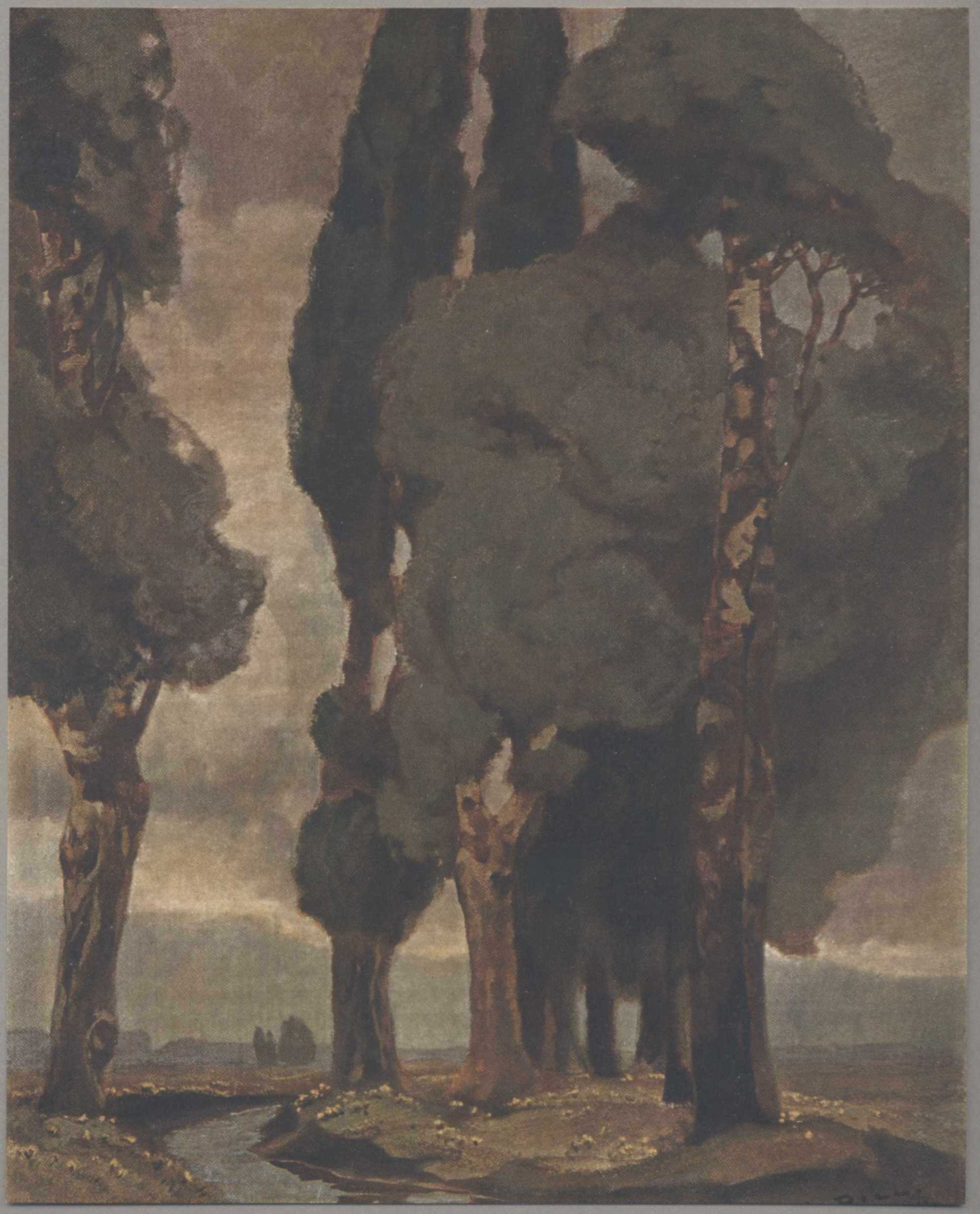
Ambiente de tormenta

Ludwig Dill (2 de febrero de 1848 en Gernsbach – 24 de octubre de 1940 en Karlsruhe) fue un pintor alemán.
Wilhelm Franz Karl Ludwig fue el único hijo del juez Ludwig Dill y su mujer Rosa Dietz. Con sólo un año su familia se mudó a Gengenbach y posteriormente a Durlach, para finalmente recalar en Stuttgart en el año 1862.

## Vida
Inicialmente estudió arquitectura en Stuttgart, pero finalmente terminó cambiándola por la pintura en la Academia de Bellas Artes de Múnich. Allí fue alumno de Karl Theodor von Piloty, Carl Raab y Otto Seitz, si bien estaba más influido por el la escuela paisajística extra académica de Múnich en torno a la figura de Adolf Lier, a la que se acercó enseguida.

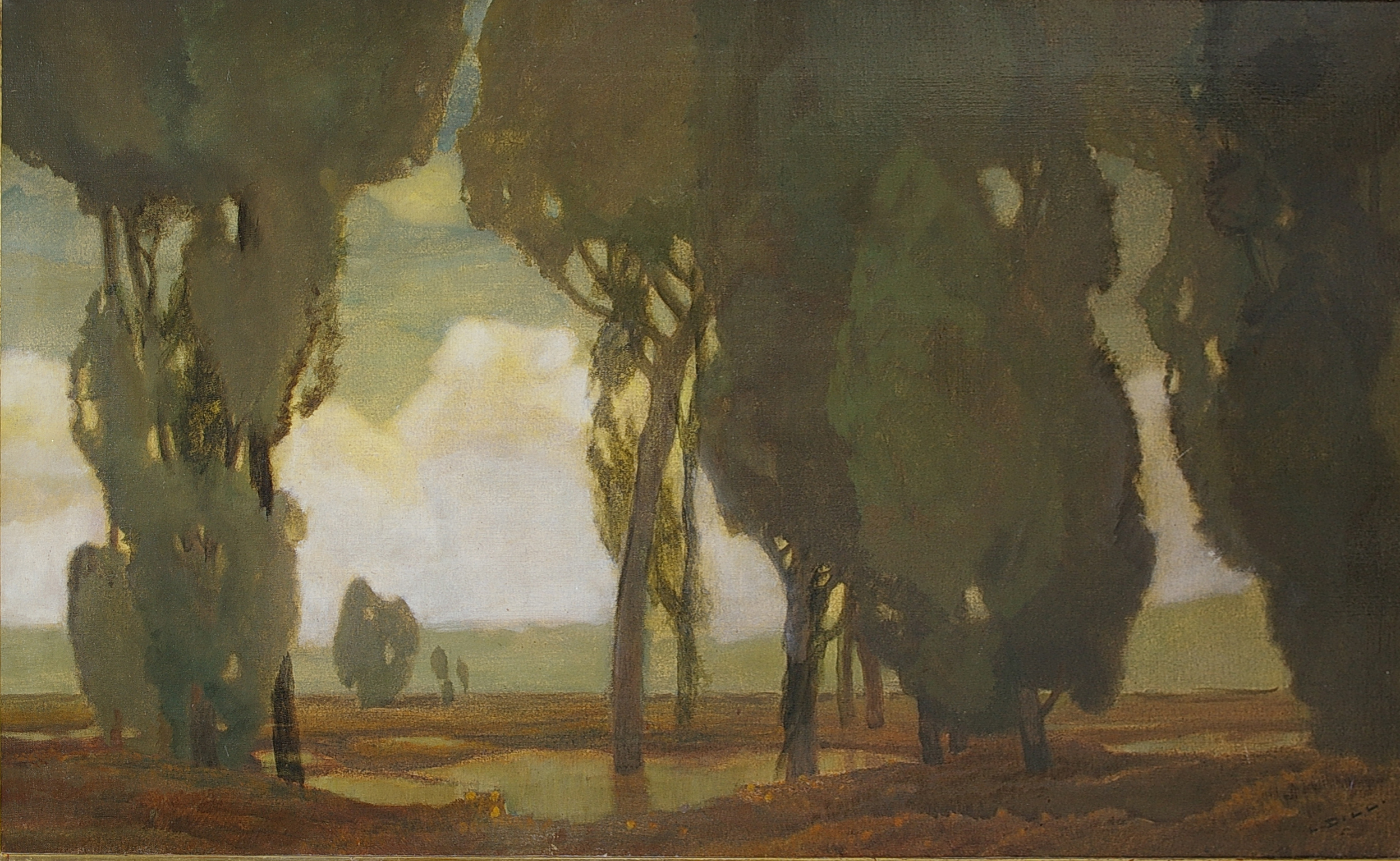
La mañana, óleo sobre lienzo

Ludwig Dill se casó dos veces: con Luisa Kornbeck (1875-1905), con quien tuvo dos hijas y un hijo (muerto en la Primera Guerra Mundial) y con la viuda Johanna Pflugmacher (1859-1944), también pintora.

## Trabajo pictórico
Desde el año 1874 realizó numerosos viajes y desarrolló cerca de Venecia uno de sus temas predilectos: el paisaje. El impresionista y colorista realismo de los paisajes de esta zona italiana llevaron a Ludwig Dill cerca del Modernismo a comienzos del siglo XX.
Ludwig fue uno de los fundadores de la Secesión de Múnich, una asociación de artistas de la que fue presidente entre 1894 y 1899.
Es destacable su amistad con Adolf Hölzel, el cual tenía una escuela de pintura en Dachau que Dill solía visitar. Finalmente él mismo trasladó su domicilio allí en el año 1896 y junto con Arthur Langhammer y Adolf Hölzel fundó la escuela "Nuevo Dachau", que se convertiría en uno de los representantes más importante de la Colonia artística de Dachau.
Entre los años de 1899 y 1919 impartió clases en Karlsruhe, en la Academia estatal de Bellas Artes de Karlsruhe, donde vivió sin dejar de visitar Dachau las vacaciones de verano.

## Reconocimientos
Tanto en Dachau, como enKarlsruhe, Gernsbach (Baden-Würtemberg) y en Vierkirchen (Baviera) hay una calle en su honor.